# Chito Reyes
Anastacio Reyes, detto Chito (Las Cruces, 19 novembre 1949), è un ex cestista messicano.

## Carriera
Con il Messico ha disputato i Giochi olimpici del 1976.